# Porthidium arcosae
Porthidium arcosae là một loài rắn trong họ Rắn lục. Loài này được Schätti & Kramer miêu tả khoa học đầu tiên năm 1993.